# 哈特福德鎮區 (印地安納州亞當斯縣)
哈特福德鎮區（英語：Hartford Township）是位於美國印地安納州亞當斯縣的一個行政鎮區。

## 地方資料
根據2010年美國人口普查的數據，哈特福德鎮區的面積為62.40平方千米，當中陸地面積為62.20平方千米，而水域面積為0.20平方千米。當地共有人口872人，而人口密度為每平方千米13.97人。